# Армянская церковь Святого Георгия (Волгоград)
Армянская Апостольская Церковь Святого Георгия (Сурб Геворг, арм. Սուրբ Գևորգ եկեղեցի) — храм Ново-Нахичеванской и Российской епархии Армянской апостольской церкви, расположенный в городе Волгоград. Построена в 2000—2003 годах.
Изначально в планы входило лишь строительство небольшой часовни, спонсором, инициатором и организатором которого был Рудольф Гургенович Геворков. Позже к нему присоединились десятки единомышленников, которым удалось создать общественную организацию армян под названием «Киликия». Под строительство армянской церкви в Волгограде было выбрано место за центральным городским кладбищем, где в 2000 году был заложен первый камень будущего храма. Само место подготовлено стараниями Иосифа Георгиевича Ефремова. Автор проекта архитектор и строитель Валерий Рубенович Оганян.
11 ноября 2001 года Глава Ново-Нахичеванской и Российской Епархии ААЦ Архиепископ Езрас (Нерсисян) (Ездра) вместе с Тер Малахия освятили кресты Церкви Святого Георгия.
В феврале 2002 года из Армении, по благословению Католикоса всех армян Гарегина II, священник Тер (Отец) Малахия Оганян был направлен служить в Ново-Нахичеванскую и Российскую епархию ААЦ, и по приказу главы Епархии был назначен духовным пастырем армян Волгограда. 27 сентября 2003 года, в день Святого Георгия, Его Преосвященство Езрас (Нерсисян) (Ездра) освятил церковь «Сурб Геворг».

## История армянских прихожан Царицына
В 1717 году Астрахань стала центром вновь образованной Армянской Церковной Епархии, в которую входило все армянское население России.
Одним из быстро развивавшихся после реформы 1861 года городов Поволжья был Царицын. Его росту способствовало и выгодное географическое положение.
Конец XIX и начало XX веков характеризуется многочисленными стройками не только особняков, но и храмов различного религиозного направления. Ревностными строителями храмов были как богатые, так и рядовые жители города.
В середине XIX века из Ростовской губернии (Нахичевань-на-Дону), переселилось несколько десятков семей, преимущественно прямых потомков анийских армян. Некоторые из них в Царицыне организовали на основе уже имеющихся поселений, новые армянские поселения и общину.
Среди них были известные промышленники Серебряковы (Арцатагорцян), которые, наряду с другими меценатами, построили в 1908 году Армянскую Церковь Святого Григория Просветителя в Царицыне.
Строение представляло собой монументальный купольный храм, выполненный в романском стиле, который являлся доминантой Заполотновской части города. Центральный объём церкви представлял четверик, с возвышающимся над ним мощным восьмериком, завершённым гранёным куполом шатровой формы, а на гранях восьмерика располагались большие арочные окна.

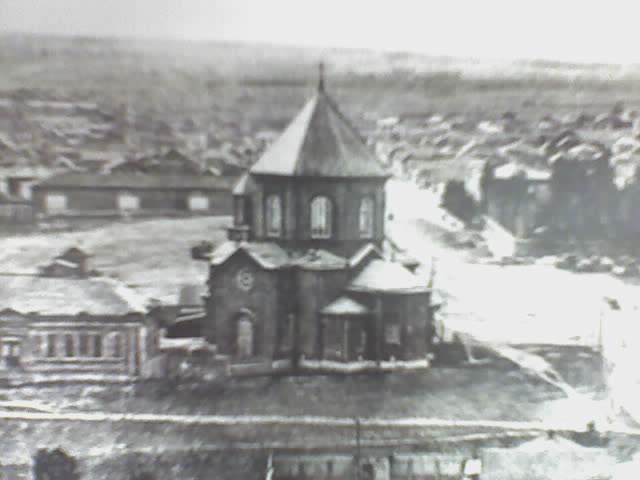
Армянская церковь Святого Григория Просветителя в Царицыне

Голод 1921—1922 гг., охвативший всё Поволжье, в том числе и Царицынскую губернию, послужил удобным поводом для проведения государственной кампании по массовому насильственному изъятию церковных ценностей. 21 декабря 1921 г. был издан декрет ВЦИК «О ценностях, находящихся в церквах и монастырях», 2 января 1922 г. было принято постановление «О ликвидации церковных имуществ».
«Армянская Церковь во имя Святого Григория Просветителя закрыта на основании постановления Президиума Окр. ИК от 12 апреля 1929 года (пр. № 40) и постановления Крайисполкома № 41 от 3 июля 1929 года». (ГАВО. Ф.313, оп. 1, дело 1888, л. 244).
В советское время в период строительства в Сталинграде нового стадиона «Динамо» Армянская Церковь была полностью разрушена, оставив после себя лишь воспоминания очевидцев этого события. Входная колоннада стадиона, как утверждают некоторые краеведы и архитекторы, точно соответствует параметрам бывшего храма и стоит на фундаменте прежней Армянской Церкви. Из многих бесед во время встреч со старожилами города, мы пришли к мнению, что Армянская Церковь была разрушена в 1931-32 годах.

## Строительство церкви Сурб Геворг в 2000—2003
Значительная армянская диаспора Волгограда в советское время, а также её увеличение после сильнейшего землетрясения в Спитаке, а также в период распада СССР создали предпосылки для основания нескольких армянских общин, а в начале 2000-х годов принятия решения о строительстве церкви.
Церковь Сурб Геворг представляет крестово-купольный храм с колокольней. В ознаменование 1700-летия принятия христианства в Армении во дворе церкви был установлен хачкар. В 2004 году рядом с Церковью была построена Свечная зала. В 2006 году была построена трапезная, где отмечаются церковные праздники и раздается Матах. В настоящее время, в связи с пожаром в 2012 году трапезная перестраивается и будет представлять небольшой духовный центр рядом с церковью, где разместится зал со сценой для различных мероприятий, танцевальный класс, воскресная школа.
|  |  |  |

|  |  |

## Церковная жизнь
Настоятель

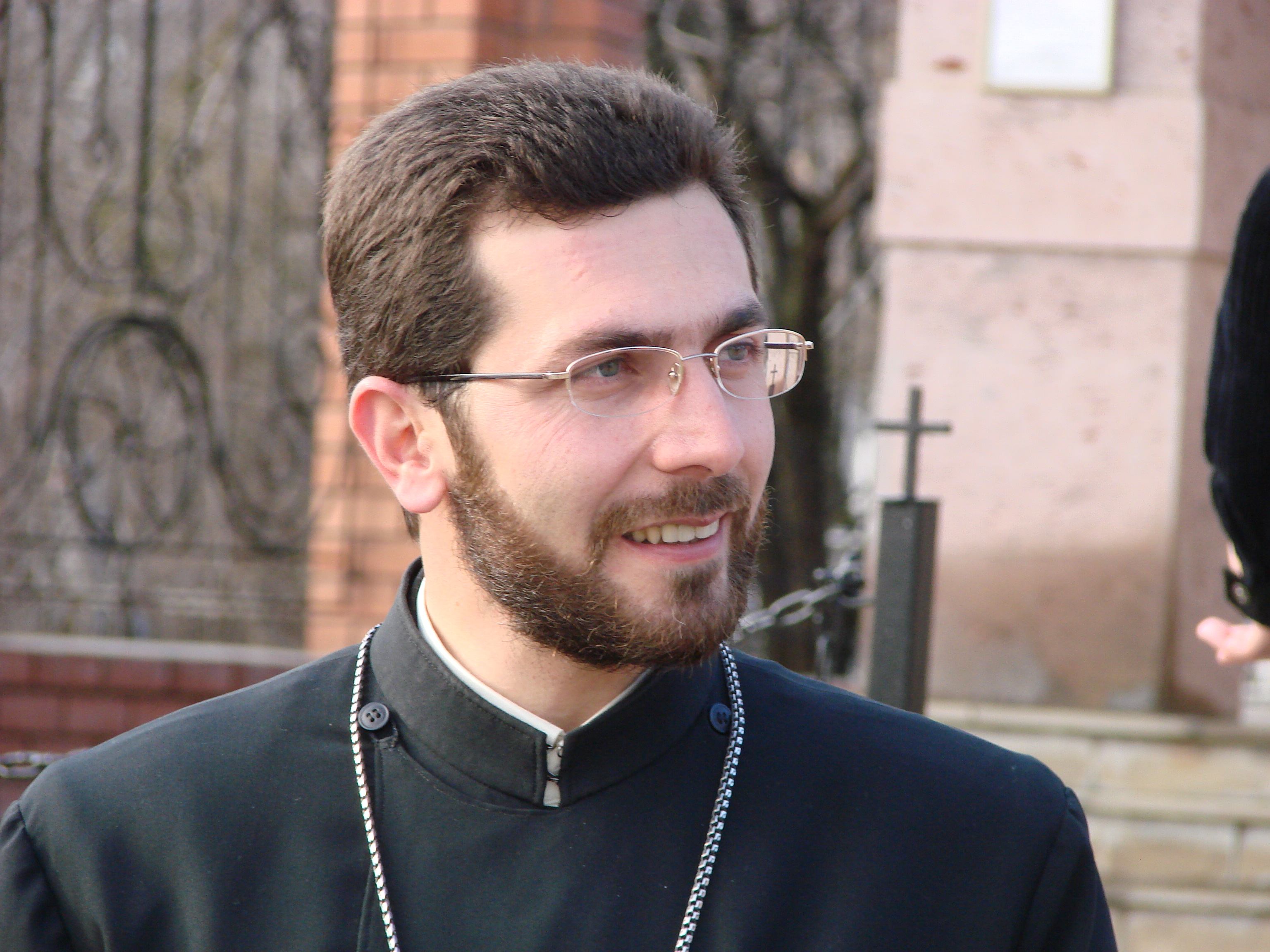
Настоятель церкви Тер (Отец) Малахия (Оганян)

Священник Тер (Отец) Малахия (Оганян) (р. 22.11.1974, г. Арарат Армянской ССР). В феврале 2002 года по высочайшему повелению Верховного Патриарха и Католикоса всех армян был назначен на служение в Ново-Нахичеванскую и Российскую епархию ААЦ. А главой епархии епископом Езрасом (Ездра) Нерсисяном был назначен духовным пастырем армян Волгограда. В 2005 году Патриаршим указом (Кондаком) был награждён нагрудным крестом.
Газета Лусаворич
С августа 2003 в Волгограде издается ежемесячная духовно-культурная газета «Лусаворич».
Газета «Лусаворич» — печатный орган Армянской общины Волгоградской области, стала одним из самых надежных информаторов о традициях, обычаях, истории нашего народа, деятельности духовной и светских армянских обществ и культурных центров.
В газете рассказывается об истории древней и жизни современной Армении, об успехах и проблемах армян области, событиях, связанных с деятельностью Армянской Апостольской Церкви в регионе.
«Лусаворич» поистине просвещает, обучает и воспитывает. Газета направлена на широкого круга читателя.
Материалы, опубликованные в «Лусаворич» в разные годы участвовали в конкурсах на лучший журналистский материал на тему: «Мой Волгоград — город многонациональной культуры, дружбы и согласия», и компетентным жюри были определены лучшими. А журналисты газеты неоднократно становились победителями конкурса в рамках фестиваля национальных культур «Содружество Волгограда» и удостаивались почетных мест, получив грамоты и премии от Администрации города Волгограда за наиболее подробное, красочное и актуальное раскрытие темы многонациональной культуры Волгограда, активной деятельности национальных общественных объединений, межнациональных отношений, дружбы, согласия и сотрудничества.
Газета печатается на армянском и русском языках, зарегистрирована в Нижне-Волжском управлении Федеральной службы по надзору за соблюдением законодательства в сфере массовых коммуникаций и охране культурного наследия.
Главный редактор газеты «Лусаворич» — Кочарян Гаянэ Овиковна, член Союза журналистов Российской Федерации.
Воскресные классы
В виду протяжённости г. Волгограда не все желающие могли посещать воскресные классы в отдалённых районах, где проводятся занятия. В этой связи подобные классы стали действовать в помещениях школ и муниципальных учреждений почти каждого района города.
Занятия проводятся в выходные дни, количество учеников в среднем порядка 25-35 человек в каждой школе. Учебные пособия — азбука, родная речь и рабочие тетради к ним, наглядная агитация для дошкольного развития детей и первоклассников, а также учебники по армянскому языку, литературе и истории предоставляются отделом по зарубежным связям Министерства науки и образования Республики Армения.
В квалифицированных преподавателях недостатка нет, поскольку из числа приезжих за последние годы, есть немало педагогов с высшим образованием и даже с ученой степенью.
За период с 2002 года занятия посещали порядка 300 детей разных возрастов, среди них были такие, которые совсем не знали языка и стыдились этого. Но стараниями учителей, дети уже читают и пишут на родном языке, что не может не радовать и их родителей.
Важно внушить ученикам любовь к своей исторической Родине, чтоб не забывали свои истоки и своих предков, потомками которых они являются. С каждым уроком перед ними открывается новая дверь в древнейшую историю Армении.
Работа с молодёжью
Духовный пастырь армян Волгограда Тер Магакия регулярно проводит встречи с молодёжью области, организаторами которых выступает Молодёжный союз «Айк», организованный при церкви Сурб Геворг.
Проводятся такие мероприятия, как литературные вечера, культурно-познавательные встречи, помощь в организации праздников в армянских воскресных классах, народные и религиозные праздники, паломнические и культурные выезды.
Участники Союза молодёжи армянской церкви «Айк» помогают в реализации проектов и программ абсолютно всем армянским общественным организациям Волгограда, принимают участие в культурно-массовых мероприятиях и акциях, проводимых на территории нашей области. По инициативе духовного пастыря участники Союза взяли на себя обязательство — посещать и поддерживать ветеранов и пенсионеров, нуждающихся в помощи. Многие армянские семьи, находящиеся в трудном положении, нуждаются в моральной поддержке, которую участники Союза стараются оказать.
В настоящее время в Союзе «Айк» вступили около 100 человек, из которых постоянно посещают собрания примерно 40-50. На встречи в Союз молодёжи «Айк» могут приходить все желающие представители молодёжи Волгограда.
Деятельность Союза имеет большое духовно-нравственное значение и вносит посильный вклад в дело самоидентификации и самосохранения чад армянского народа, обретших пристанище за пределами исторической Родины.

## Сестринские отношения с РПЦ
Между приходами армянской церкви «Сурб Геворг» и приходом Русской Православной церкви сложились тёплые сестринские отношения. Представители РПЦ часто принимают участие в Великих армянских праздниках с благословением от Митрополита Волгоградского и Камышинского Германа. Также в скорбные дни памяти жертв Геноцида армян 1915 года священники РПЦ наравне с представителями городских властей возлагают венки и цветы к стеле-памятнику погибшим во время Геноцида, находящейся на территории армянской церкви Святого Георгия.
Весной 2010 года, в период проведения работ по реконструкции храма «Святого Равноапостольного Князя Владимира» в Дзержинском районе Волгограда, по приглашению настоятеля храма, отца Христофора, состоялась встреча с настоятелем Армянской Апостольской Церкви «Святого Георгия» Тер (Отец) Малахия Оганяном, который выразил желание, по завершении реконструкции храма, преподнести в дар Князь-Владимирскому приходу икону, которая почитается как в Армянской Апостольской Церкви, так и в Русской Православной Церкви.
По благословению Его Преосвященства Главы Ново-Нахичеванской и Российской Епархии ААЦ Епископа Езраса (Ездра) Нерсисяна и Его Высокопреосвященства Митрополита Волгоградского и Камышинского Германа, а также по взаимному согласию настоятелей Армянской Церкви «Святого Георгия» и храма «Святого Князя Владимира», было решено писать икону сорока Севастийских мучеников.
Встреча настоятелей и прихожан двух приходов была назначена на 22 марта, поскольку именно в этот день Русская Православная Церковь поминает сорока Севастийских мучеников. После того, как отец Роман ознакомил присутствующих с житием святых, состоялся чин освящения иконы, преподнесенной в дар приходом Армянской Церкви Волгограда. Затем Тер (Отец) Малахия и священнослужители храма «Святого Князя Владимира», во главе с иеромонахом Христофором, который является помощником Его Высокопреосвященства Митрополита Германа, отслужили совместный молебен.
|  |  |  |

## День памяти жертв Геноцида армян
24 апреля 1915 года — скорбная дата, известная в мире как начало самой страшной резни армян в Османской Турции — Геноцида армян. Каждый год взрослые и дети возлагают венки и цветы к памятнику жертв Геноцида, после чего, в церкви Тер (Отец) Малахия служит молебен во упокоение душ невинно убиенных.
В 2011 году День скорби совпал со Светлым Христовым Воскресением, что символизировало победу армянского народа над смертью, воскреснув вместе со Спасителем.
В этот день вдоль дороги, ведущей в церковь, сотни прихожан за считанные минуты развернули 96-и метровый армянский флаг. Такой символ памяти и скорби Волгоград увидел впервые. И каждый присутствующий армянин — взрослый и ребёнок, оставили на триколоре своей страны небольшие памятные записи.
24 апреля 2012 года около мемориала-обелиска состоялся траурный митинг в котором, приняли участие Митрополит Волгоградский и Камышинский Герман, депутаты городской Думы, представители областной и городской администраций, общественных, молодёжных, ветеранских и национальных организаций. Вдоль дороги к храму, а также у обелиска молодые ребята и девушки держали в руках флаги государств, признавших и осудивших факт Геноцида армян.
|  |  |  |

|  |  |  |

## Памятные события
Поклонение мощам Святого Георгия
18.10.2012 из храма «Святого Князя Владимира» в церковь Сурб Геворг были доставлены мощи Святого Георгия для поклонения многочисленных прихожан Армянской церкви. Частица мощей Святого великомученика Георгия Победоносца была привезена в Волгоградскую епархию РПЦ из храма Сент-Шапель Парижа. На протяжении веков люди совершали паломничество на Святую Землю Иерусалим, а также в город Лид на поклонение к гробнице Святого Георгия, преодолевая огромные расстояния, требовавшие немалых усилий.
|  |  |  |

Поклонение частицам Святого Креста и Тернового Венца Спасителя
06.05.2012 в Армянскую Апостольскую Церковь «Святого Георгия» впервые были доставлены великие христианские святыни — частица Древа Животворящего Креста Господня, на котором был распят Иисус Христос и Шип с Тернового Венца.
Поклонение святыням состоялось в день празднования Армянской Церковью Еревман Сурб Хач — Воспоминания явления Креста Господня, когда 19 мая 351 г. над Иерусалимом вспыхнул огромный лучезарный Крест.
Хранящиеся во Франции бесценные святыни — тысячи мощей и сотни реликвий, связанные с жизнью Христа и Богоматери, пережили множество войн и крестовых походов и большинство из них стараниями короля Франции Людовика IX Святого были привезены из Константинополя. Людовик не жалел ни средств ни сил для приобретения реликвий, именно он в 1238 году выкупил Терновый Венец, Гвоздь распятия и одну из самых больших частей Креста Христова у Венецианцев, годом позже в Париж был принесён камень от гроба Господня. Для этих реликвий в центре города на острове Ситэ была выстроена церковь Сент–Шапель, которая сохранилась до нашего времени. В 1804 году в постреволюционный период после закрытия Сент-Шапели, по настоятельной просьбе парижского архиепископа, Терновый Венец Спасителя и часть Креста были переданы в собор Notre-Dame de Paris, где хранятся и в настоящее время.
|  |  |  |

## Паломнические поездки на Святую Землю
С 2009 года прихожане церкви Сурб Геворг участвуют в паломнических поездках по Святой Земле. В мае 2012 года ознакомились со святынями Галилеи, побывали в Назарете, Тиберии, Кане, Яффе, в святых местах Сиона и его окрестностей — в армянских монастырях Св. Иаковов и Св. Архангелов (Сурб Хрештакапетац), преклонили колени перед гробницей Пресвятой Девы в храме Успения Пресвятой Богородицы, посетили Часовню Вознесения и Церковь «Отче Наш» на горе Вознесения, церковь Преображения на горе Тавор, армянский монастырь Св. Николая в Яффе, старейшее селение Эйн-Карем, в пещере, где по преданию родился Иоанн Креститель.
Каждый приезд на Святой Земле паломников встречает ректор Духовной Семинарии Братства Святых Иаковов Иерусалимской Патриархии Армянской Апостольской Церкви архимандрит Отец Теодорос, ставший для паломников гидом и проводником.
Несколько раз делегацию армянских паломников Волгограда принимал Армянский Патриарх Иерусалима блаженнопамятный Архиепископ Торгом Манукян.
|  |  |  |

## Строительство нового армянского храма в Волгограде

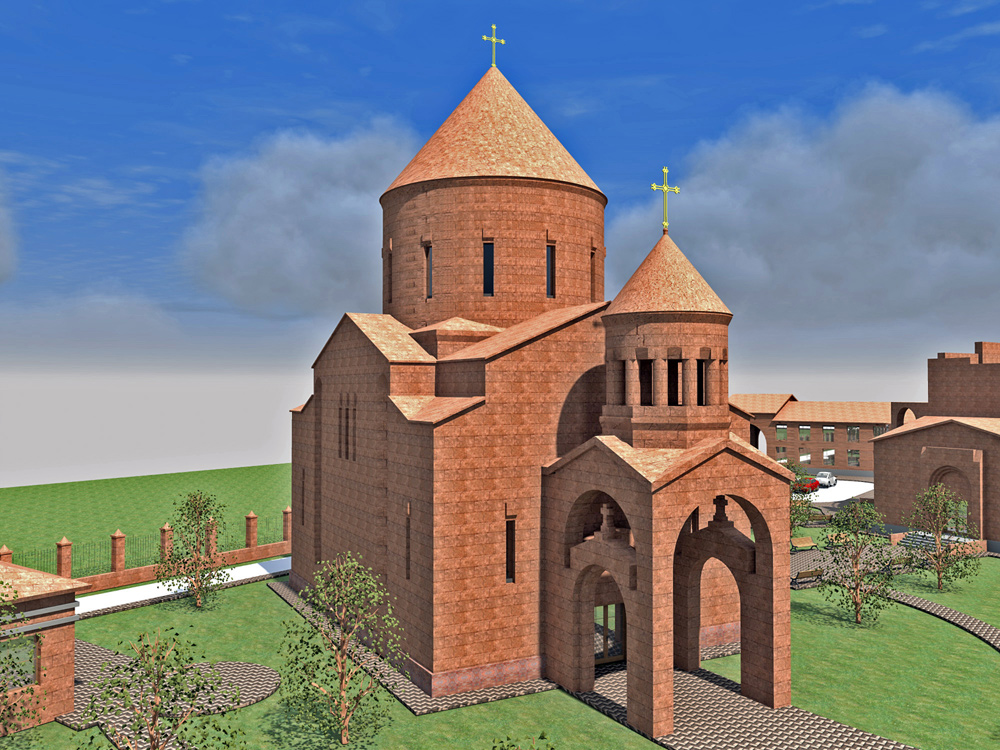
Макет новой армянской церкви Волгограда

В 2012 году началась подготовка земельного участка под строительство новой Армянской Церкви.
Храмовый комплекс будет включать в себя саму церковь и духовно-культурный центр, где будут располагаться административное здание прихода и общины, учебно-просветительский центр с воскресной школой и приходским детским садом, танцевальный и актовый залы для культурных мероприятий и собраний, трапезная, библиотека, выставочный зал и музейная комната, издательский отдел, паломнический и молодёжный центры.
Церковь и Духовно-культурный центр будут построены в Дзержинском районе на специально отведённом земельном участке площадью 6 тыс. квадратных метров по адресу ул. Симонова, 4 (между двумя гипермаркетами «ОВI» и «ParkHouse»)
Площадь Храмового комплекса будет составлять около 2 тыс. квадратных метров, из которых 420 м² — площадь самой Церкви, высота под куполом церкви — 27 метров.

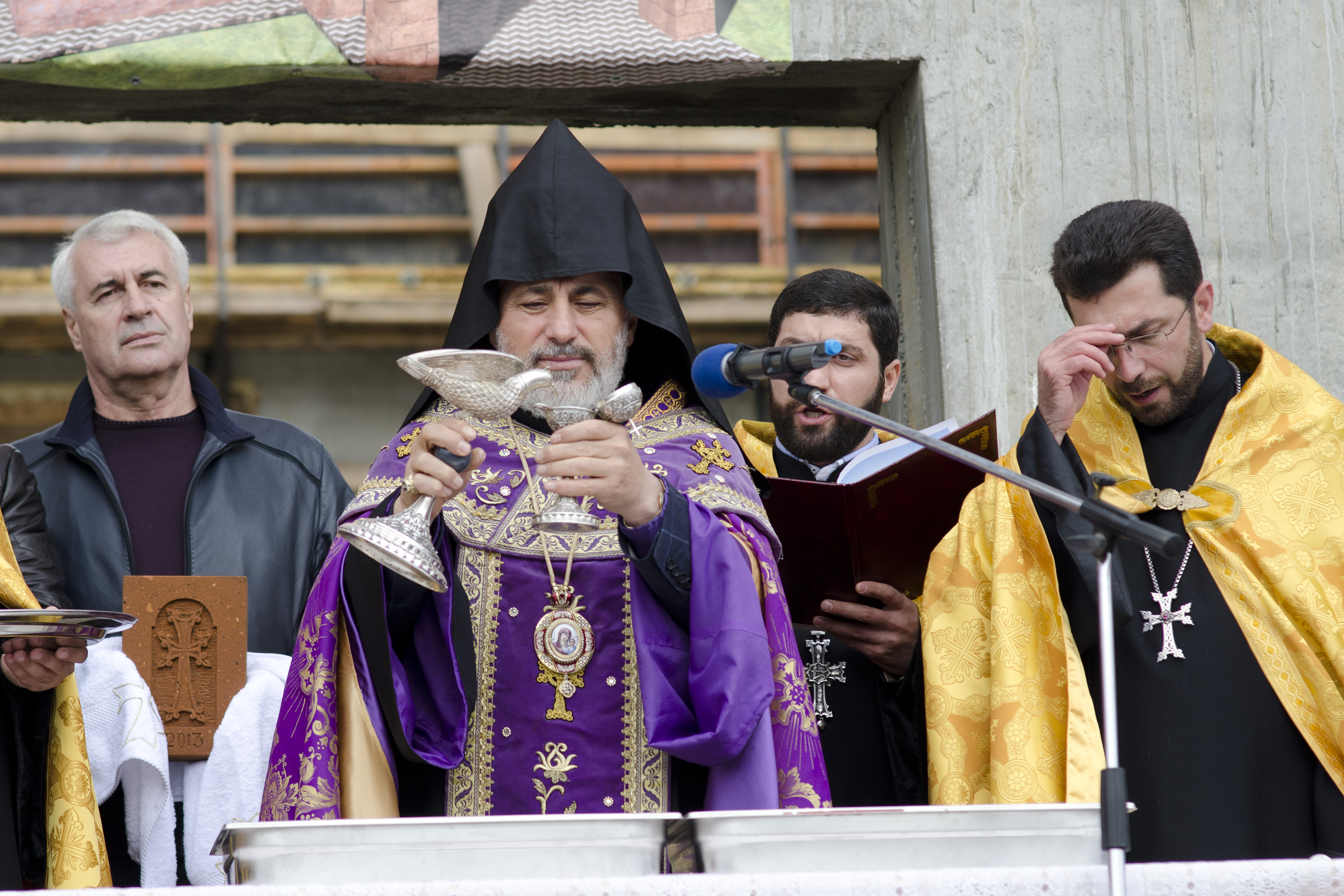
Глава Ново-Нахичеванской и Российской епархии ААЦ архиепископ Езрас (Ездра) проводит обряд освящения закладных камней

 17 октября состоялось торжественное мероприятие по случаю освящения 16 закладных камней в фундамент нового строящегося армянского храма в Волгограде.
Чин освящения совершил Патриарший экзарх, глава Российской и Ново-Нахичеванской епархии Армянской апостольской церкви Его Высокопреосвященство архиепископ Езрас Нерсисян.
По традиции Армянской Апостольской Церкви, при строительстве нового храма в его фундамент закладываются 16 камней, символизирующие 12-ти апостолов Христа, 3-х евангелистов (один из евангелистов Матфей являлся так же из 12-ти учеников Иисуса), и 16-й камень — в честь Святого Григория Просветителя — крестителя Армении в 301 году и первого Патриарха Армянской церкви.
|  |  |  |  |

## Ход строительства армянского храма в Волгограде, октябрь 2014 г
|  |  |  |  |  |